# Miroslav Čemez
Miroslav Čemez (* 28. května 1937) je bývalý slovenský fotbalista, levý obránce. Po skončení aktivní kariéry trénoval v sezóně 1980/81 FK AS Trenčín.

## Fotbalová kariéra
V československé lize hrál za Jednotu Trenčín. Nastoupil ve 239 ligových utkáních a dal 1 gól.

## Ligová bilance
| Ročník                                   | Zápasy | Góly | Klub            |
| ---------------------------------------- | ------ | ---- | --------------- |
| 1. československá fotbalová liga 1960/61 | 21     | 0    | Jednota Trenčín |
| 1. československá fotbalová liga 1962/63 | 26     | 0    | Jednota Trenčín |
| 1. československá fotbalová liga 1963/64 | 23     | 0    | Jednota Trenčín |
| 1. československá fotbalová liga 1964/65 | 21     | 0    | Jednota Trenčín |
| 1. československá fotbalová liga 1965/66 | 25     | 0    | Jednota Trenčín |
| 1. československá fotbalová liga 1966/67 | 24     | 0    | Jednota Trenčín |
| 1. československá fotbalová liga 1967/68 | 26     | 0    | Jednota Trenčín |
| 1. československá fotbalová liga 1968/69 | 20     | 1    | Jednota Trenčín |
| 1. československá fotbalová liga 1969/70 | 23     | 0    | Jednota Trenčín |
| 1. československá fotbalová liga 1970/71 | 30     | 0    | Jednota Trenčín |
| CELKEM                                   | 239    | 1    |                 |